# イースト・ウィリストン駅
イースト・ウィリストン駅（英: East Williston）とはロングアイランド鉄道 (LIRR) のオイスターベイ支線の最初の駅であり、ニューヨーク州イースト・ウィリストンのヒルサイド・アベニューとペンシルバニア・アベニューの交差点にある。第三軌条方式による電化区間はこの駅のすぐ北で終了しており、そのためたいていの列車はディーゼル駆動の2階建列車であるが、1日に電車列車1本が朝のラッシュ時間帯にここを起点としている。

## 歴史
イースト・ウィリストン駅の駅舎は1880年に開業した。それは当初は貨物置き場と木製のプラットホームの待合所を含んでいたが、それらは20世紀半ばに閉鎖された。1960年までに同駅舎を囲むキャノピーがたわみ始め、LIRRはそれをアルバートソン駅と同時に閉鎖し中間で2駅を統合することを考えた。しかし非常に多くの地域社会の反対を受けて、それらの計画は見送られ、イースト・ウィリストン駅のキャノピーは1965年と1966年の間に修復された。高床のプラットホームは1982年12月に追加された。これらのプロジェクトは駅舎を安定した状態で維持することにほとんど効果がなく、それは1996年12月10日に閉鎖された。それ以来、それは券売機と身体障害者が利用できる斜路を有する1対の風雨にさらされない高床のプラットホームと大差ないものとして動作している。元の駅舎を保存するための努力は、それが構造的にあまりにも不安定であるということがわかったため失敗し、それは2004年12月11日に完全に破壊された。コミュニティの一部はもとの駅舎の全く新しいバージョンを建造することを考え続けているが、代わりに装飾的な屋外の待合所を選んでいる。LIRRは現在も公式サイトで旧駅舎の画像を使用している。
当初の計画ではオイスターベイ支線全体を電化する予定だったため、第三軌条がミネオラからイースト・ウィリストンまで設置されたが、これは起こっていない。それはまたミネオラ行きの電車列車（その後電化区間がヒックスヴィルやその向こうへ延伸されたことにより不必要となったサービス）を引き返させるには便利で忙しくない場所でもあった。

## 駅構造
| 1 | ■オイスターベイ支線 | ニューヨーク方面 （ミネオラ）         |
| 2 | ■オイスターベイ支線 | オイスターベイ方面 （アルバートソン） |

この駅は高床の単式ホームを2面有し、どちらも有効長は10両である。1番線に隣接する西側のプラットホームは通常南行きまたはニューヨーク行き列車が使用する。2番線に隣接する東側のプラットホームは通常北行きまたはオイスターベイ行き列車が使用する。オイスターベイ支線はここでは2線である。